# Lake Louise
Pour les articles homonymes, voir Lac Louise.
Lake Louise est un hameau situé dans le parc national Banff (district d'amélioration no 9), en Alberta, au Canada. Nommé d’après la princesse Louise, duchesse d’Argyll, il se trouve dans les Rocheuses de l’Alberta (en) sur la rivière Bow, à 3 km (1,9 milles) au nord-est du lac qui porte son nom. Initialement établi en 1884 comme avant-poste du chemin de fer Canadien Pacifique, Lake Louise se trouve à une altitude de 1 600 m (5 200 pieds), ce qui en fait la plus haute collectivité du Canada. Le lac du site, encadré par les montagnes, est l’un des plus célèbres panoramas de montagne dans le monde ; l'hôtel de luxe Château Lake Louise se trouve également sur les bords du lac.
Bénéficiant d'un environnement montagneux enneigé à l'année, le hameau est connu internationalement car des épreuves hommes et femmes de vitesse de la Coupe du monde de ski alpin se déroulent chaque année dans la station de ski de même nom, située à proximité.

## Géographie
Le hameau se trouve à proximité du lac Louise. Il est situé au bord de la Route transcanadienne, à 180 km à l'ouest de Calgary.

### Climat
| Mois                                  | jan.       | fév.       | mars       | avril      | mai        | juin      | jui.      | août      | sep.     | oct.      | nov.      | déc.       | année           |
| ------------------------------------- | ---------- | ---------- | ---------- | ---------- | ---------- | --------- | --------- | --------- | -------- | --------- | --------- | ---------- | --------------- |
| Température minimale moyenne (°C)     | −18,4      | −17,6      | −12,3      | −5,8       | −1,2       | 2,8       | 4,7       | 3,6       | −0,5     | −5,1      | −12,6     | −19,1      | −6,8            |
| Température moyenne (°C)              | −12        | −9,7       | −4,7       | 0,9        | 5,8        | 9,7       | 12,6      | 11,9      | 7,1      | 1,1       | −7,1      | −13        | 0,2             |
| Température maximale moyenne (°C)     | −5,4       | −1,7       | 2,9        | 7,5        | 12,7       | 16,7      | 20,4      | 20,1      | 14,7     | 7,3       | −1,7      | −6,9       | 7,2             |
| Record de froid (°C) date du record   | −52,8 1950 | −50,6 1923 | −44,4 1951 | −33,9 1954 | −27,8 1954 | −10 1919  | −7 1981   | −7,5 1995 | −25 1926 | −32 1984  | −44 1985  | −49,4 1924 | −52,8 25/1/1950 |
| Record de chaleur (°C) date du record | 7,8 1962   | 13,9 1968  | 17 1999    | 26,5 1987  | 31,7 1936  | 31,1 1917 | 34,4 1941 | 32,2 1920 | 29 1988  | 26,1 1937 | 18,3 1953 | 12,2 1934  | 34,4 16/7/1941  |
| Précipitations (mm)                   | 52,4       | 47,9       | 37,3       | 32,3       | 59,9       | 54,3      | 56,4      | 53,9      | 41,9     | 37,7      | 57,4      | 48,7       | 543,8           |
| dont neige (cm)                       | 51,3       | 33,4       | 36,4       | 23,5       | 7,1        | 0,2       | 0         | 0         | 2,8      | 18,7      | 57        | 48,8       | 279,1           |
| Nombre de jours avec précipitations   | 12         | 8,1        | 9,9        | 8,2        | 13,3       | 16,5      | 14,9      | 14,2      | 11,6     | 11,3      | 12,5      | 11,5       | 143,9           |
| Nombre de jours avec neige            | 11,9       | 8,1        | 9,8        | 6          | 2,2        | 0,08      | 0         | 0         | 0,93     | 6         | 12,1      | 11,5       | 68,5            |

| Diagramme climatique                                  |               |              |             |              |             |             |             |              |             |               |               |
| J                                                     | F             | M            | A           | M            | J           | J           | A           | S            | O           | N             | D             |
| −5,4−18,452,4                                         | −1,7−17,647,9 | 2,9−12,337,3 | 7,5−5,832,3 | 12,7−1,259,9 | 16,72,854,3 | 20,44,756,4 | 20,13,653,9 | 14,7−0,541,9 | 7,3−5,137,7 | −1,7−12,657,4 | −6,9−19,148,7 |
| Moyennes : • Temp. maxi et mini °C • Précipitation mm |               |              |             |              |             |             |             |              |             |               |               |

## Attraits
Le paysage autour de Lake Louise comprend plusieurs montagnes enneigées tout au long de l'année : le mont Temple (3 543 m), le mont Whyte (2 983 m) et le mont Niblock (2 976 m). La station de ski Lake Louise, une station de ski alpin, est située de l’autre côté de la route 1. Chateau Lake Louise se trouve au sud-ouest de la collectivité, sur les rives du lac. Des épreuves hommes et femmes de vitesse de la Coupe du monde de ski alpin se déroulent chaque  année dans la station de ski. Le hameau possède un petit centre commercial Samson Mall dans lequel on peut trouver un office du tourisme, une épicerie, une boulangerie et des fast-foods. Le domaine skiable Lake Louise Mountain Resort se situe également à cet endroit. Il y a beaucoup de petits magasins dans le Fairmont Chateau Lake Louise Hotel.